# 漢口大空襲
漢口大空襲，或称汉口大轰炸，是第二次世界大战後期，美國陸軍航空軍从1944年开始對汪精卫國民政府控制下的中國漢口（今属中國武漢市）展開的一系列大規模空襲行動，其中1944年12月18日和21日的两次規模最大。:142
12月18日，美軍出動了92架B-29轟炸機、33架B-24轰炸机，及149架护航战斗机，投下500噸的燃燒彈，攻擊漢口市的日軍基地。轟炸行動造成大火連續三天，日本戰鬥機隊受到嚴重損失，但也造成漢口市區有一半被毀、估計市民傷亡四萬人，汉口棚户居民区大火蔓延数日。:144
汉口大空袭是美軍在首次使用燃烧弹对人口密集的大城市进行地毯式轟炸，這項戰術之後被應用于對日本本土的空襲。:144

## 背景
1942年6月，美军开始对武汉日军基地进行轰炸（非燃烧弹地毯式轰炸），就已造成了一定的市民伤亡:142。
1944年，日軍在中國發動的「一號作戰」威脅到成都和昆明附近的美軍B-29轟炸機基地和空軍運輸指揮部，在此过程中，驻屯在武汉的日军利用武汉的交通优势，将其作为作战、运输等的跳板:142-143。
美國第十四航空隊的陳納德少將根据自己在战前去日本考察的经验，认为日本以易燃的木造房屋为主，经不起大规模的燃烧弹攻击，而武汉的城市结构也与此相似，可以用武汉来测试新型燃烧弹的效果。因此，他从1944年6月开始，就提出以地毯式轰炸战术襲擊漢口的日軍基地。但该提议长期被亨利·阿诺德拒绝，因为攻击汉口可能会对B-29的战略进攻产生干扰:143，约瑟夫·史迪威也不赞成这一提议。
11月，日军开辟了一条从柳州到贵阳的交通线，并且将驼峰航线中的昆明也纳入其战略目标，史迪威的继任者魏德迈非常支持空袭汉口的计划，因为受到威胁的昆明是驻华美军对日作战的关键性城市:143。
第二十航空隊的柯蒂斯·李梅少將刚刚从欧洲战场调到中国，正在为从中国起飞对日本进行高空轰炸的效果很差而感到沮丧，也在探索低空轰炸或燃烧弹轰炸等替代方案，他认为哈佛大学科学家研发的M69燃烧弹性能优越，可以用于地毯式轰炸。因此，参谋长联席会议指示李梅采用这种燃烧弹對漢口進行攻擊。
但魏德迈只是中国战场的指挥官，而当时有大量的B-29战机部署在印缅战区，李梅提出了由魏德迈指挥此役是否合理的问题，并对参与此役表示犹豫。在华盛顿表示支持魏德迈后，这场战役得到了妥善的计划和安排，李梅、魏德迈和陈纳德通过会谈敲定了行动的详细计划，并充分考虑了天气等非人为因素的影响。:143

## 战斗经过
1944年12月18日早上，在李梅的指挥下，由成都第20轰炸机司令部派出了92架B-29轰炸机，携带500吨的M69燃烧弹起飞。陈纳德曾要求提前45分钟出发，但因为通讯问题，消息没有被传达到:143-144。
12时7分左右，战机飞抵武汉，对汉口码头和修船厂以及其他军事设施和物资仓库进行空袭。:311-313紧接着，B-24解放者轰炸机和护航机进一步扩大了战果。:144
而日本方面，一经观测到美军轰炸机靠近武汉，驻在武汉的日军第八飞行师团在师长青木喬少将的统一指挥下，第85飞行战队的18架四式戰鬥機、第25和48飞行战队的约20架一式戰鬥機起飞拦截。日军自称击落了两架B-29轰炸机，击毁了11架:311-313:550。
13时10分左右，美军第一支轰炸机编队完成任务离开，日机乘机降落进行补给、维修及飞行员的休息。:311-31314时36分左右，来自第14航空队的34架B-24轰炸机以及149架各式其他战机组成的第二支轰炸机编队:218-219，分为五个机群飞向武汉。虽然日军下达了空袭警报，同时派出所有可以出动的战斗机不断升空迎击，但日机被大量美军护航战斗机拦截，无法贴近 B-24 机群:311-313，日军自称击落了4架P-51戰鬥機，击毁了3架:550。
由于投掷顺序的错误，在第一批炸弹投下后，汉口市区笼罩在了浓烟之中，严重影响了后续轰炸机的定位。在此之后，便只有少数几架单独行动的飞机正确投下了炸弹，除此之外未能命中有效目标，反而将其余的炸弹错误地投掷到了武汉平民的居住区，造成了大量的平民伤亡。:144
中美空軍混合團的3架P-40戰鷹戰鬥機夜间返回时，中方机场没有照明，无法降落，导致飞行员不得不跳伞逃生。其中美国空军王牌飞行员、中美空軍混合團指挥官威廉·诺曼·里德跳伞失败而死亡。:318

## 结果
日军汉口基地全部50架飞机中的4架战斗机被击坠，19架飞机在地面被击毁，武汉地区战斗机仅余 20 架的战力；生活与战斗物资也被摧毁，日军在东部已经开始出现饥荒，战斗力大为下降。虽然空袭仅命中了38%的目标，目标地区最终有40%-50%被焚毁:142-144。汉口市区因燃烧弹的攻击发生大规模火灾，大火在长江沿岸5公里以内的范围燃烧了3天:218-219。
与此同时也造成了汉口一半以上的市区被烧毁，约4万汉口市民伤亡。从汉口一元路至五马路、江边至铁路线一带，在长约3公里、宽约5公里的区域内．一片火海，房屋被毁15600余栋:142。日租界大部分被破坏:311-313。
美军也有6架战机被击落，飞行员跳伞被俘，并被日军带到武汉市区游街示众。据亲历者回忆，俘虏遭到了部分空袭受害者的殴打，但有其他武汉市民怀疑殴打俘虏的受害市民是日方安排的或日本人假扮的。
1944年12月28日，李梅少将提出把轰炸汉口作为对日本总攻的初步，从此，美军频繁对武汉进行穿梭轰炸，市区一片残垣破壁。:142
因为战略重镇武汉频遭轰炸，日军的攻势在1945年1月有了明显的减弱，此次轰炸着实达成了其战略目的。

## 后续影响
汉口大空袭是美軍在首次使用燃烧弹对人口密集的大城市进行地毯式轟炸，這項戰術之後被應用于對日本本土的空襲。:144此役应当不是空袭日本计划的直接来源:144，但陈纳德在其回忆录《战士的路》中称，此役给李梅留下了深刻的印象，坚定了其在日本采用同种战术的决心:330。
尽管造成的人员伤亡非常严重，但这场空袭在国际上少有人研究，在中国国内也因受到政府审查而较少被新闻界报道，以至于至今少为人知。亚利桑那州立大学史蒂芬·麦金农（Stephen R MacKinnon）教授称，由于中国的消息来源极为匮乏，他在研究中只能依靠美国军方的文献，唯一与此次战役相关的可靠中文来源为《武汉市志·军事志》中的记载。

## 争议

### 美方动机
史蒂芬·麦金农教授在他的研究中发表了一个观点：美方的轰炸除了战略目的外，另有报复性的原因。12月16日，日军虐杀了3名俘虏的美军飞行员：他们被拖到武汉的大街上拖行、拳打脚踢，最终在一座日式寺庙（位于今武汉市政府附近）被绞死，尸体也遭到烧毁。消息传回美国，引发了愤怒，美军出于报复目的在两天后执行了此次轰炸。

### 中方是否知情或参与
对于国民政府对该次战役是否知情同意，由于资料缺乏，存在较大的争议。
郝柏村在《郝柏村解读蒋公八年抗战日记》中发表了他的观点，他认为，美军在汉口大轰炸前，未经中方同意，也未事先告知，美军为了获取的军事利益而洋洋得意，却不顾中方人民牺牲之惨。
而史蒂芬·麦金农教授则称，如此大规模的空袭行动，不取得蒋中正、陈诚与何应钦等人同意的而由美军单独发起，基本上是不可能的。他根据自己的研究，认为中国军方高层与美方达成了默契，并对行动进行了授权。

## 评价

### 中华民国政府官员
麦金农教授的研究认为，在蒋中正眼中，汉口大空袭与花园口决堤和文夕大火一样，都是属于焦土抗战的范畴，是为了战胜日本侵略者的「必要之恶」。
中华民国外交官员、国立武汉大学校长王世杰认为，空袭造成的平民伤亡令人痛心疾首，但是为了战胜日本侵略者，这40000同胞的牺牲是必要的。

### 受害者
汉口大轰炸幸存者、中华民国海军上校王兆铭认为，驻在武汉的日军遭到同盟國空中军事力量的轰炸，鼓舞了当地民众对于中国战胜日本的信心；而造成的平民死伤，责任应归于日方。
汉口大轰炸幸存者、中华民国青年军201师黄孟侯则认为，抗战期间，美军、国军、日军在武汉上空的空战造成的损失不计其数，当地民众对死伤早已麻木；战争中谈道歉不道歉没什么意义，但是美军及蒋中正还是对死伤有道义上的责任，欠中国平民一个公道。

### 美军将领
陈纳德在日记中表现出了对伤亡民众的愧疚，并在战后组织了民航空运公司，在行政院善后救济总署的统一领导下，投入了战后重建工作，作为对中国民众的补偿。而柯蒂斯·李梅则将其视作一次成功的「实验」（experiment）。